# 眼點無線鰨
眼點無線鰨為輻鰭魚綱鰈形目鰨亞目舌鰨科的其中一種，為深海魚類，分布於中西大西洋加勒比海海域，棲息深度192-373公尺，體長可達12.6公分，棲息在底層水域，生活習性不明。

## 扩展阅读
維基物種上的相關：眼點無線鰨